# Trachyopella minuscula
Trachyopella minuscula är en tvåvingeart som beskrevs av Collin 1956. Trachyopella minuscula ingår i släktet Trachyopella och familjen hoppflugor. Arten är reproducerande i Sverige. Inga underarter finns listade i Catalogue of Life.